# ふうちょう座ベータ星
ふうちょう座β星（英語: Beta Apodis）は南天の星座ふうちょう座にある恒星である。年周視差の値から求められる、地球からの距離は約149光年になる。見かけの明るさは4.24等級で、肉眼で観望するには十分に明るい。

## 特徴
ふうちょう座β星のスペクトルはK0III型の恒星と一致しており、恒星の進化のモデルによると、このスペクトル分類は中心にある核に供給される水素を核融合反応で使い果たした巨星の段階にあることを意味している。角直径は2.09 ± 0.11 ミリ秒と測定されている。推定される地球からの距離を基に計算すると、大きさは太陽半径の11倍となる。膨張している恒星大気の温度は約4,900 Kとされる。恒星大気からの熱により、ふうちょう座β星はK型星に特徴的な橙色の色合いで輝いている。

## 名称
中国では、ふうちょう座β星はα星、ζ星、ι星、γ星、δ1星、η星、ε星、そしてはちぶんぎδ星と共に異雀（Yì Què）という星官を構成しており、β星はその3番目の恒星とされるため、異雀三と表記される。